# Филип (син на Филип V)
Вижте пояснителната страница за други личности с името Филип.
Филип (на старогръцки: Φίλιππος, Philippus) е македонски принц от династията Антигониди.
Филип e син на цар Филип V Македонски (упр. 221-179 г. пр. Хр.) и втората му съпруга с неизвестно име. Той е брат на Персей († 165 г. пр. Хр., последният македонски цар от 179 до 167 г. пр. Хр.), който го осиновява и до раждането на син му Александър (от Лаодика V) е престолонаследник. Той участва с Персей в третата македонско-римска война (172-168 г. пр. Хр.). На 22 юни 168 г. пр. Хр. консулът Луций Емилий Павел Македоник разгромява Персей в битката при Пидна и го пленява и затваря в Алба Фуценс. Филип е заедно с баща си в затвора и умира.